# El gato montés
El gato montés (El gat salvatge) és una òpera en tres actes composta per Manuel Penella sobre un llibret castellà escrit pel mateix compositor. Va ser estrenada al Teatre Principal de València el 23 de febrer de 1917.
En la seua primera representació la funció va tenir un gran èxit, que es repetiria en les seues estrenes a Madrid (1 de juliol de 1917) i Nova York (Park Theatre, 13 de setembre de 1922). En les representacions de Nova York van intervenir Pastora Imperio i Concha Piquer.
L'òpera conté un popular pasdoble.

## Sinopsi
L'obra, dividida en tres actes, es desenvolupa a Andalusia i tracta de la rivalitat entre un torero, Rafael Ruiz, i un bandoler, Juanillo -el "Gato montés" -per l'amor de la gitana Soleá. Aquesta estima en realitat al bandoler, qui es va situar fora de la llei per defensar l'honor de la gitana, però se sent unida al torero per un lligam de gratitud, ja que aquest la va acollir a la seua casa quan vagava pels carrers. Els dos rivals s'enfronten en un duel a navalla, però els separa Soleá. El diumenge següent Rafael pateix una agafada a la plaça de bous de Sevilla, i mor. Juanillo rapta a Soleá i se l'endu a la serralada, però és perseguit fins al seu cau. Abans de caure pres, prefereix morir i fa que un dels seus homes li dispare. Mor en braços de Soleá.
Els escenaris són una masia al camp, una casa sevillana, el pati de cavalls de la Real Mestranza de Sevilla i la cova del bandoler, a la muntanya.
Fou enregistrada el 1992 amb el següent repartiment: Miguel Roa dirigint l'Orquestra Simfònica de Madrid, amb Amalia Barrio (Loliya), Ángeles Blancas (Pastorcillo), Carlos Álvarez Rodríguez (Hormigón), Carlos Bergasa (Recalcao; Alguacilillo), Carlos Chausson (Pare Antón), Joan Pons (Juanillo), Mabel Perelstein (Frasquita), Miguel López Galindo (Pezuño), Pedro Farrés (Caireles), Plácido Domingo (Rafael Ruiz), Ricardo Muñiz (vendedor), Teresa Berganza (Una gitana), Verónica Villarroel (Soleá). Cor del Teatro de la Zarzuela de Madrid. Escolania de Nuestra Señora del Recuerdo.